# Kawasaki (Kawasaki)
Kawasaki (jap. 麻生区 Kawasaki-ku) – jedna z 7 dzielnic Kawasaki, miasta w prefekturze Kanagawa, w Japonii.
Dzielnica została założona 1 kwietnia 1972 roku. Położona jest we wschodniej części miasta. Graniczy z dzielnicami Saiwai, Tsurumi i Ōta.

## Lokalne atrakcje
- Kawasaki Daishi